# 梅柳什基
49°50′24″N 33°27′50″E / 49.84000°N 33.46389°E
梅柳什基（烏克蘭語：Мелюшки），是烏克蘭中部的村莊，隸屬波爾塔瓦州的盧布尼區。該村處於霍羅爾河左岸，分別距離科瓦利0.5公里和彼得里夫齊2公里，海拔高度99米，2001年人口436。